# Belarus Billie Jean King Cup-lag
Belarus Billie Jean King Cup-lag representerar Belarus i tennisturneringen Billie Jean King Cup, och kontrolleras av Belarus tennisförbund.

## Historik
Belarus deltog första gången 1994. 1999 nådde man Elitdivisionens grupp II 1999. 2017 gick man till final där man förlorade mot USA.
Laget stängdes av från tävlingen efter Rysslands invasion av Ukraina i februari 2022.

### Fotnoter
1. ↑  ”Vitryssland till historisk Fed Cup-final” (på 23 april 2017). Sydsvenskan. 23 april 2017. https://www.sydsvenskan.se/2017-04-23/vitryssland-till-historisk-fed-cup-final. Läst 28 november 2017.
2. ↑  ”United States beat Belarus to win first Fed Cup title since 2000” (på engelska). CNN. 13 november 2017. http://edition.cnn.com/2017/11/13/tennis/fed-cup-usa-coco-vandeweghe/index.html. Läst 28 november 2017.
3. ↑  ”Ryssland stängs av men Medvedev får spela” (på svenska). Sveriges Radio. 1 mars 2022. https://sverigesradio.se/artikel/tennisbeskedet-ryssland-stangs-av-men-medvedev-far-spela. Läst 27 november 2022.